# Adam Weishaupt
Johann Adam Weishaupt, född 6 februari 1748 i Ingolstadt, död 18 november 1830 i Gotha, var grundare och första ledare av Illuminaterorden.
Adam Weishaupt blev 1775 professor i naturrätt och kanonisk rätt vid universitetet i Ingolstadt, men avsattes 1785 då han ådrog sig teologernas hat och regeringens misstankar. Han visade sig nämligen som jesuiternas bittraste fiende även om han var en av deras tidigare lärjungar. Illuminater betraktades som farliga fiender till furstemakten och ville över allt störta den katolska kyrkan.
Weishaupt tog sin tillflykt till Gotha, där han hade en själsfrände i hertig Ernst II, och levde där som hovråd fram till sin bortgång 1830.

## Adam Weishaupt i populärkulturen
Adam Weishaupt förekommer i vissa skönlitterära verk i samband med olika konspirationsteorier. Exempelvis nämns han ofta i Illuminatus! av Robert Shea och Robert Anton Wilson, där bland annat spekulationer som att Weishaupt skulle ha emigrerat till USA och tagit George Washingtons plats som amerikansk president beskrivs.